# 王德箴
王德箴（1911年—2009年11月30日），女，江苏蕭縣人，中华民国政治人物。民國37年（1948年）在江蘇婦女選區當選第一屆立法委員。

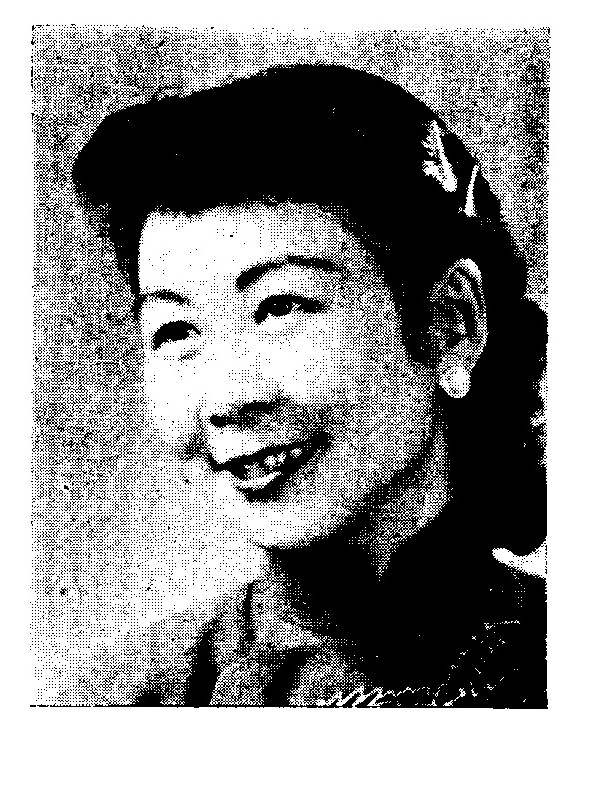

## 生平
- 國立中央大學中國文學系學士、外國文學系學士
- 美國北加羅林那大學英國文學系碩士
- 美國公教大學政治研究所研究生
- 國立廣西大學教授
- 國立政治大學教授
- 三民主義青年團女青年處文化組組長
- 江蘇省臨時參議會議員
- 私立東吳大學教授
- 2009年11月30日，在加拿大安大略省滑鐵盧市櫸木山莊老人院病逝